# Iwan Rheon
Iwan Rheon, född 13 maj 1985 i Carmarthen, Wales, är en brittisk film- och tv-skådespelare samt sångare. Han är bland annat känd för sin roll som Simon Bellamy i TV-serien Misfits. Han har även rollen som Ramsay Bolton i TV-serien Game of Thrones.

## Biografi
Rheon föddes i Carmarthen, Wales, till Einir och Tomos Rheon, han har en äldre bror som heter Aled, och när han var fem år gammal flyttade familjen till Cardiff. Rheon studerade vid Ysgol Gyfun Gymraeg Glantaf, en skola i Wales, och började agera vid 17 års ålder när han deltog i skolans dramaproduktioner. Han blev senare upptäckt under en nationell Eisteddfod of Wales, innan han studerade vid LAMDA (London Academy of Music and Dramatic Art). Hans modersmål är walesiska.

## Filmografi
| År        | Titel               | Roll                | Noteringar                |
| --------- | ------------------- | ------------------- | ------------------------- |
| 2002–2004 | Pobol y Cwm         | Macsen White        | TV-serie, 1 avsnitt       |
| 2006      | Caerdydd            | Daniel              | TV-serie, 7 avsnitt       |
| 2009–2011 | Misfits             | Simon Bellamy       | Huvudkaraktär, 21 avsnitt |
| 2010      | Coming Up           | Luka                | TV-serie, 1 avsnitt       |
| 2010–2012 | Grandma's House     | Ben Theodore        | TV-serie, 2 avsnitt       |
| 2011      | En callgirls dagbok | Lewis               | TV-serie, 1 avsnitt       |
| 2011      | Resistance          | George              |                           |
| 2011      | Wild Bill           | Pill                |                           |
| 2012      | The Back of Beyond  | Petesy              | Kortfilm                  |
| 2012      | Wasteland           | Dempsey             |                           |
| 2013      | Libertador          | Daniel O'Leary      |                           |
| 2013      | Driven              |                     |                           |
| 2013–2016 | Game of Thrones     | Ramsay Bolton       | TV-serie                  |
| 2013–2016 | Vicious             | Ash                 | TV-serie                  |
| 2014      | Our Girl            | Dylan Smith "Smurf" | TV-serie, 5 avsnitt       |
| 2019      | The Dirt            | Mick Mars           |                           |
| 2024      | Those About to Die  | Tenax               | TV-serie                  |

## Diskografi
- 2010 – Tongue Tied EP
- 2011 – Changing Times EP
- 2013 – Bang Bang! EP